# Astroballe
El Astroballe o L'Astroballe es un estadio deportivo cubierto que se encuentra en el barrio de 'Cusset' en la localidad de Villeurbanne (Lyon), en Francia. Está ubicado cerca de la estación de metro Laurent Bonnevay (línea A), y es principalmente utilizado para albergar encuentros de baloncesto, con una capacidad para 5.556 espectadores sentados.

## Historia

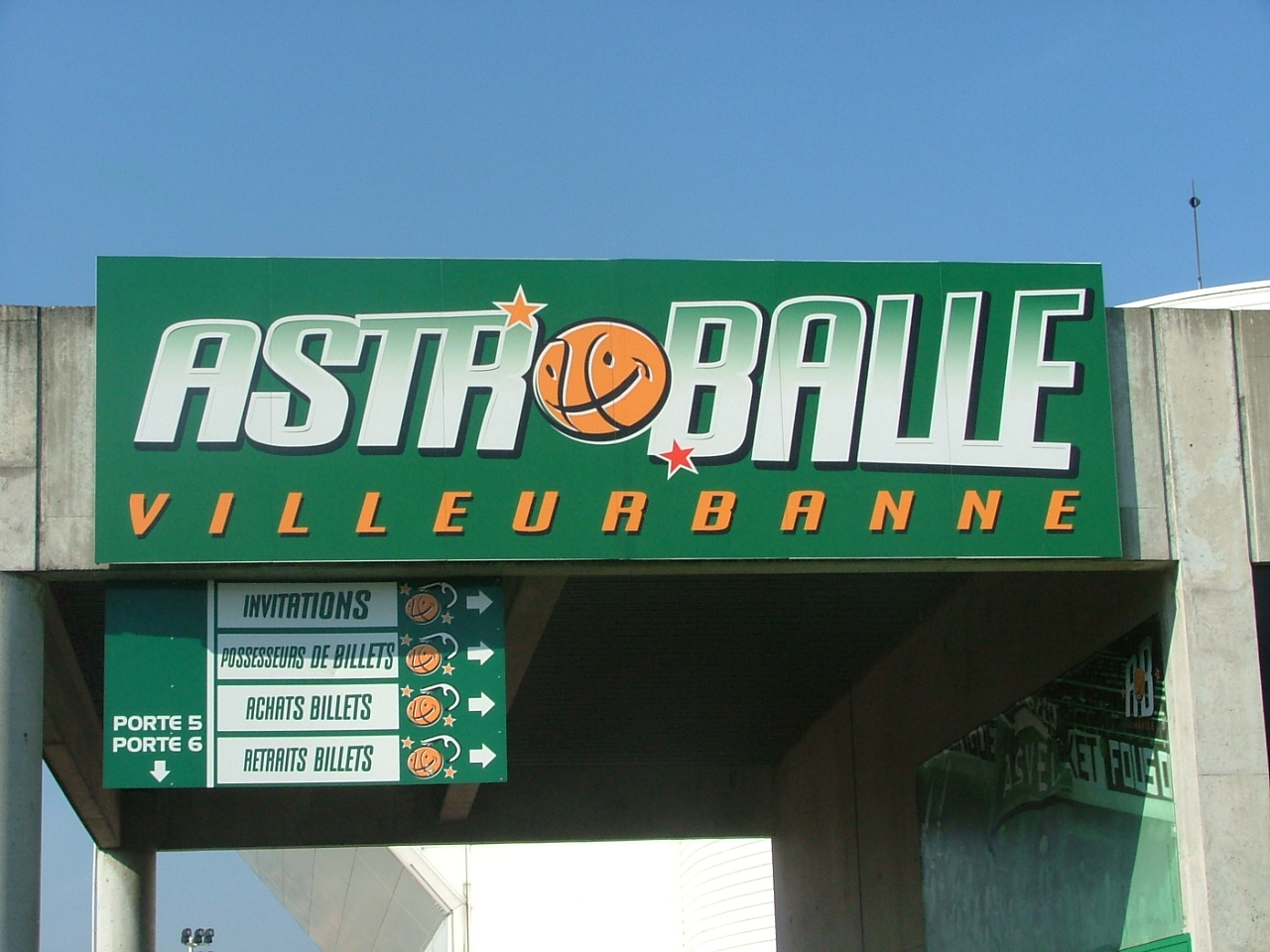
Vista de la entrada del Astroballe.

El estadio se inauguró en 1995, y es usado como sede local del club francés ASVEL Basket de la LNB Pro A (la primera división francesa) que también participa en la Euroliga.